# Stenopogon nigrofasciatus
Stenopogon nigrofasciatus är en tvåvingeart som beskrevs av Enrico Adelelmo Brunetti 1928. Stenopogon nigrofasciatus ingår i släktet Stenopogon och familjen rovflugor. Inga underarter finns listade i Catalogue of Life.